# Than Shwe

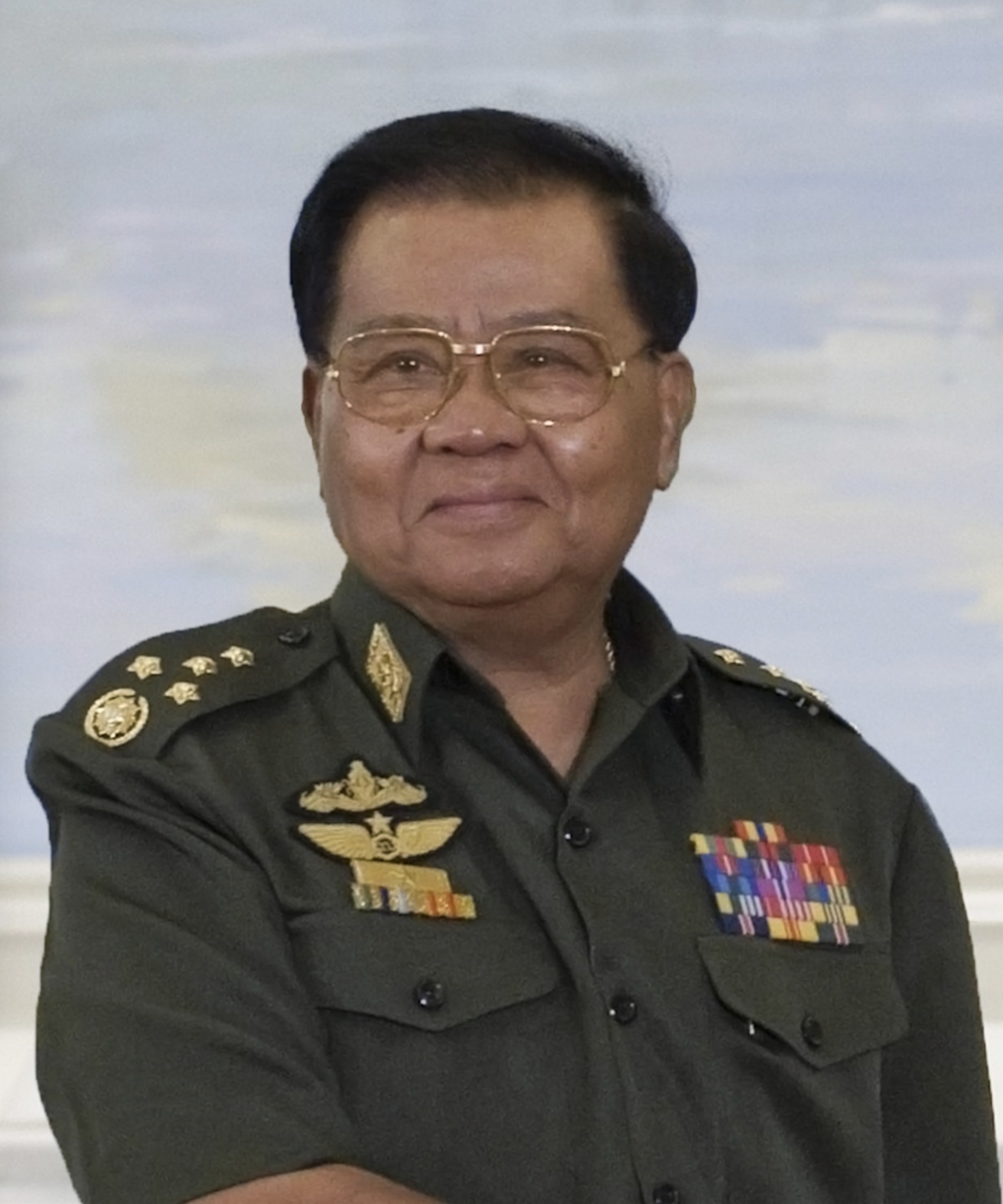
Than Shwe im Oktober 2010

Obergeneral Than Shwe (birmanisch သန်းရွှေ, [θáɴ ʃwè]; * 2. Februar 1933 in Kyaukse, Mandalay-Division, Britisch-Indien) ist ein ehemaliger burmesischer Militär und Politiker. Von 1992 bis 2011 war er Staatsoberhaupt von Myanmar als Vorsitzender der ehemaligen Militärjunta des Landes, die seit dem 15. November 1997 unter dem Namen Staatsrat für Frieden und Entwicklung (SPDC) herrschte. Im März 2011 trat er zu Gunsten des gewählten und von ihm ausgesuchten Präsidenten Thein Sein zurück, indem er die Auflösung der seit 1988 bestehenden Militärjunta verfügte und all seine Ämter abgab, darunter das des Generalissimus.

## Werdegang
Than Shwe war zunächst im Postdienst beschäftigt, bevor er 1953 in die Armee eintrat, deren Personalbedarf – bedingt durch den kommunistischen Aufstand 1948, den Aufstand der Karen 1949 und den Einmarsch der Nationalistischen Armee Chinas in den im Osten gelegenen Shan-Staat im Jahre 1950 – drastisch gestiegen war. Wie die zu zehntausenden Rekrutierten erhielt er eine Minimalausbildung an der „Officer’s Training School“, deren neunten Zug er 1954 absolvierte.
Danach verbrachte er mehrere Jahre in der Abteilung für Psychologische Kriegführung im Kampf gegen die Minderheit der Karen. 1960 wurde er zum Hauptmann befördert. Nach dem Staatsstreich von General Ne Win und dem Fall des damaligen Premierministers U Nu im Jahre 1962 ging der Aufstieg Than Shwes unaufhaltsam weiter: Oberstleutnant 1972, Oberst 1978. 1983 wurde er als einer der jüngsten Kommandeure zum Oberbefehlshaber des südwestlichen Militärbezirks ernannt. 1985 wurde er im Range eines Brigadegenerals stellvertretender Verteidigungsminister und 1986 erfolgte die Beförderung zum Generalmajor. 1988 wurde er in das Exekutivkomitee von Ne Wins Burma Socialist Programme Party (BSPP) berufen.
Als General Saw Maung am 21. September 1988 in der Folge der blutig niedergeschlagenen Aufstände und des Rücktritts von Ne Win den Staatsrat für die Wiederherstellung von Recht und Ordnung (State Law and Order Restoration Council (SLORC)) ins Leben rief und die Einheitspartei BSPP stattdessen auflösen ließ, war Than Shwe eines der 21 Mitglieder. Er wurde die rechte Hand Saw Maungs, und als dieser, ursprünglich den Weg zu einem Mehrparteiensystem anstrebend, am 23. April 1992 aufgrund einer Palastrevolution von Hardlinern zurücktreten musste (offiziell aus gesundheitlichen Gründen), rückte Than Shwe als Vorsitzender der Junta nach. Er wurde gleichzeitig Regierungschef, Verteidigungsminister und Oberbefehlshaber über die Streitkräfte.
Am 4. Februar 2011 wurde der vorherige Premierminister und General Thein Sein zum Staatspräsidenten und somit neuen Staatsoberhaupt durch das zuvor aus nicht unumstrittenen Wahlen hervorgegangene Parlament bestimmt, das zu 80 % aus Abgeordneten der dem Militär nahestehenden und eigens für die Wahlen gegründeten Union Solidarity and Development Party bestand. Than Shwe bekleidet seitdem kein offizielles führendes politisches Amt mehr und steht auch nicht mehr der Armee vor.

## Politik
Zunächst schien Than Shwe liberaler zu sein als sein Vorgänger. Er ließ politische Häftlinge frei und lockerte die Auflagen gegen Oppositionsführerin Aung San Suu Kyi, die seit Juli 1989 unter Hausarrest stand. 1993 ordnete er als Reaktion auf die haushoch verlorene Wahl von 1990 die Einberufung einer Nationalversammlung zur Erarbeitung einer neuen Verfassung an. Than Shwe lockerte die staatliche Kontrolle über die Wirtschaft und setzte sich für die Aufnahme von Myanmar in die ASEAN-Gemeinschaft ein. Dieses Ziel erreichte er 1997. Im selben Jahr ließ er mehrere Minister im Zuge eines Schlages gegen die Korruption aus ihren Ämtern entfernen. Erstmals seit vielen Jahren gestattete er dem Internationalen Komitee vom Roten Kreuz und amnesty international die Einreise nach Myanmar.
Andererseits ging unter Than Shwes Regiment die Verfolgung der ethnischen Minderheiten, so der Karen und der Shan unverändert weiter. Er startete eine Kampagne zur Unterdrückung der Rohingya, der Muslime im Nordwesten des Landes, die schätzungsweise 250.000 von ihnen zur Flucht ins benachbarte Bangladesch veranlasste. Nachdem die Nationalversammlung zur Erarbeitung einer neuen Verfassung 1995 abgebrochen und im Jahre 2004 wieder aufgenommen worden war, ließ Than Shwe am 9. Februar 2008 überraschend verkünden, dass die neue Verfassung im Mai 2008 dem Volk zur Abstimmung vorgelegt und im Jahre 2010 allgemeine Wahlen stattfinden würden. Kritiker bemängeln die strengen Vorgaben, nach denen dem Militär eine mindestens 25-prozentige Beteiligung an der Macht eingeräumt werden soll. Die Verfassung sei demnach auf den Machterhalt des Militärs zugeschnitten.
Hatte Than Shwe 1995 die Aufhebung des Hausarrests von Aung San Suu Kyi verfügt, so sorgte er im Mai 2003 nach einem von regierungsnahen Schlägertrupps durchgeführten Anschlag auf sie für eine erneute Inhaftierung und nachfolgend wiederum ihren Hausarrest. Es wird vermutet, dass der Befehl für den Anschlag von Than Shwe persönlich gekommen ist. Einen Dialog mit der Opposition lehnte Than Shwe rigoros ab, bei der bloßen Nennung des Namens „Aung San Suu Kyi“ sollte er zusammenzucken. Eine freie Presse existiert nach wie vor nicht, unliebsame Journalisten werden willkürlich ins Gefängnis gesteckt. Seine Wirtschaftspolitik gilt als wenig durchdacht und hat das Land mittlerweile nahezu ruiniert. Die nach wie vor blühende Korruption wird geduldet, solange die Beteiligten dem Staatschef loyal sind.
Than Shwe gilt als wenig gebildet, mürrisch und zurückgezogen. Außer gelegentlichen Staatsbesuchen, die ihn jedoch nie in ein westliches Land geführt haben, tritt Than Shwe meist an nationalen Gedenktagen mit Reden oder in Artikeln in der staatlichen Presse in Erscheinung. Das Amt des Premierministers, das jedoch nur mit geringer Macht ausgestattet ist, hat er am 25. August 2003 aufgegeben und zunächst General Khin Nyunt übertragen. Das in einer Militärjunta wichtige Amt des Oberbefehlshabers der Streitkräfte sowie das Verteidigungsministeramt waren jedoch weiterhin in seiner Hand.
Im Laufe des Jahres 2004 mussten Khin Nyunt und weitere Mitglieder von Regierung und SPDC ihren Hut nehmen (zum Beispiel auch der langjährige Außenminister Win Aung), die von Than Shwe durch ihm gegenüber loyale Militärangehörige ersetzte. Damit konnte Than Shwe seine Stellung deutlich konsolidieren, denn vorher hatte er über Jahre hinweg eher politisch zurückgezogen als Mediator zwischen General Maung Aye, dem als Hardliner bekannten stellvertretenden Vorsitzenden der Junta, und dem als gemäßigt geltenden Khin Nyunt fungiert.

Es existierten nun zwei Fraktionen innerhalb der Junta: eine um Than Shwe selbst, und eine um seinen Stellvertreter Maung Aye. In der Folge gab es Spekulationen über einen Machtkampf zwischen diesen Fraktionen, die zusätzlich noch durch den Tod von Bo Win Tun verstärkt wurden. Bo Win Tun war der persönliche Adjutant Maung Ayes und kam am 21. Januar 2005 unter ungeklärten Umständen zu Tode.

## Jadehandel
Die Organisation Global Witness bezeichnete den Umsatz mit Jade als „Burmas größtes Staatsgeheimnis“. Global Witness zufolge kontrolliert Than Shwe den gesamten Jadehandel – zusammen mit Familienmitgliedern, früheren Generälen, einem jetzigen Minister und einem Drogenboss. Allein im Jahr 2014 wurde der Umsatz mit Jade auf 31 Milliarden Dollar geschätzt.

## Korruption
Than Shwe wurden in den letzten Jahren zunehmend monarchische Züge nachgesagt. Innerhalb der Armee und im Land selbst spricht man von ihm als „dem König“. Einer seiner Enkel, der eine internationale Schule in Rangun besucht, wurde im September 2004 zitiert, in seinen Venen fließe „königliches Blut“. Seine Familie ist in mannigfaltigen Unternehmungen beteiligt. Zum buddhistischen Neujahrsfest Thingyan erwartet die Familie Than Shwes von den myanmarischen Unternehmen großzügige Geldgeschenke, da es nach myanmarischer Sitte üblich sei, ehrenwerten Personen solche Geschenke zukommen zu lassen. Im Jahre 2004 soll die Summe bei 6 Milliarden Kyat gelegen haben, nach offiziellem Kurs über 700 Mio. Euro (die tatsächliche Kaufkraft liegt jedoch etwa um den Faktor 100 niedriger). Für das Jahr 2005 erwartete die Familie den gleichen Betrag. Dagegen gibt es Zeitzeugenberichte aus den 1980er-Jahren, nach denen die Familie außergewöhnlich bescheiden gewesen sei.
Rücktrittsabsichten schien Than Shwe, obwohl gesundheitlich angeschlagen, nicht zu hegen. Im Jahre 1996 erlitt er einen Schlaganfall, außerdem wird gemutmaßt, er sei an Alzheimer erkrankt. Das obligatorische Alter von 60 Jahren für die Beendigung des Offiziersdienstes hat er längst überschritten, und es hatte den Anschein, dass er bis an sein Lebensende an seiner Position festhalten wolle in der Erwartung, dem Schicksal von General Ne Win zu entgehen, der sein Lebensende unter Hausarrest verbringen musste und nahezu unter Ausschluss der Öffentlichkeit beerdigt wurde, und stattdessen als „wohlwollender König“ in die Geschichte einzugehen. Erstmals seit seinem Aufrücken an die Spitze des Staatsrats für Frieden und Entwicklung nahm er an den Feierlichkeiten zur Unabhängigkeit Myanmars von Großbritannien am 4. Januar 2007 nicht teil. Er hatte sich am 31. Dezember 2006 wegen des Verdachts auf Darmkrebs nach Singapur begeben müssen.
Nach der Niederschlagung der Demonstrationen im Spätjahr 2007 wurden die ohnehin spärlichen öffentlichen Auftritte Than Shwes noch seltener. Der langjährige Südostasien-Korrespondent der BBC, Larry Jagan, beschrieb Anfang Februar 2008, wie das Land durch den zunehmenden gesundheitlichen Verfall Than Shwes nahezu zum Stillstand gekommen ist.
Than Shwe ist verheiratet mit Daw Kyaing Kyaing. Sie soll deutlich über ihre Aufgabe als „First Lady“ hinausgehenden Einfluss auf die Politik Than Shwes besitzen. Insbesondere wird ihr Einflussnahme auf die Besetzung von Kabinettsposten nachgesagt. Anfang Dezember 2007 soll sie einen Schlaganfall erlitten haben. Bei Auftritten ihres Mannes im Dezember 2007 sowie am Unabhängigkeitstag 2008 trat sie nicht in der Öffentlichkeit auf. Über Kinder und Enkelkinder gibt es unterschiedliche Angaben. Während die Dokumente der Europäischen Gemeinschaft, in denen die Einreisebeschränkungen für Angehörige der Militärjunta festgelegt sind, lediglich drei Töchter und eine Enkeltochter ausweisen, ist in anderen Quellen von bis zu fünf Töchtern und einem Sohn sowie drei Enkelkindern die Rede.
Ein Video, das die opulente Hochzeit von Than Shwes Tochter Thandar Shwe mit Major Zaw Phyo Win im Juli 2006 zeigt, erregte den Unmut der Öffentlichkeit. Während der überwiegende Teil der Bevölkerung Myanmars unterhalb der Armutsgrenze lebt, zeigte sich die herrschende Clique hier in Champagnerlaune. Die Ausrichtung der Feierlichkeiten soll 300.000 US$ gekostet, der Wert der Hochzeitsgeschenke bei 3 Millionen US$ gelegen haben. Das Video war ab Oktober 2006 im Internet verbreitet worden.
2011 trat Than Shwe ab.